# Daintree Rainforest

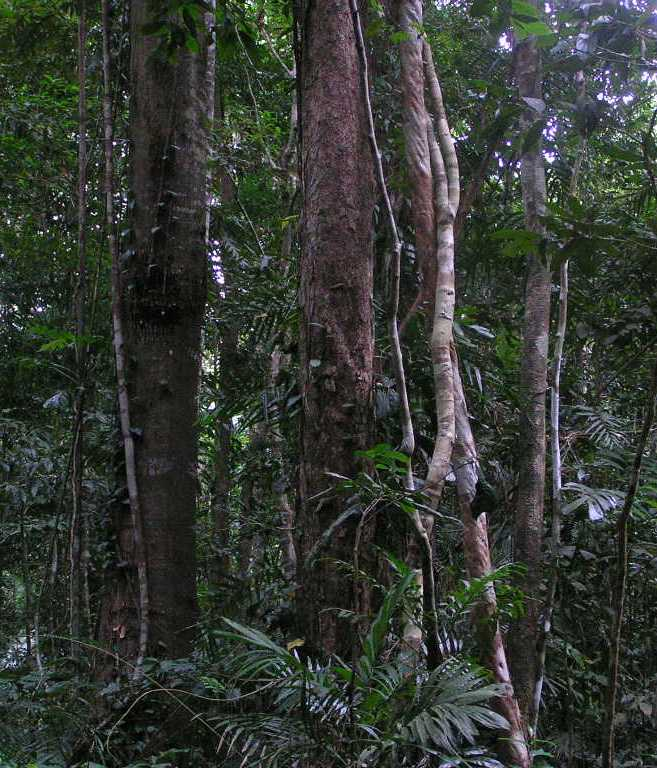
Daintree Rainforest

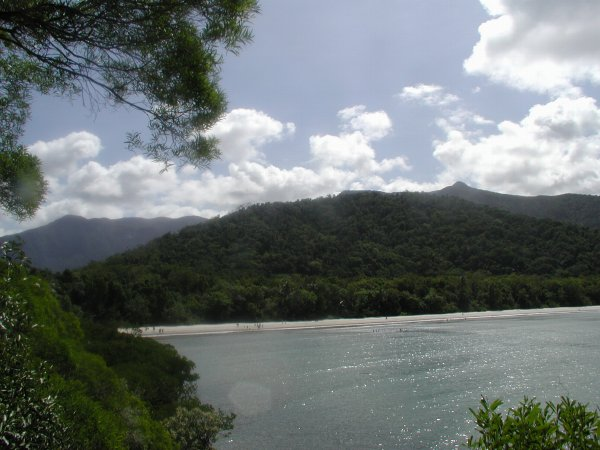
Daintree Rainforest a Cape Tribulation.

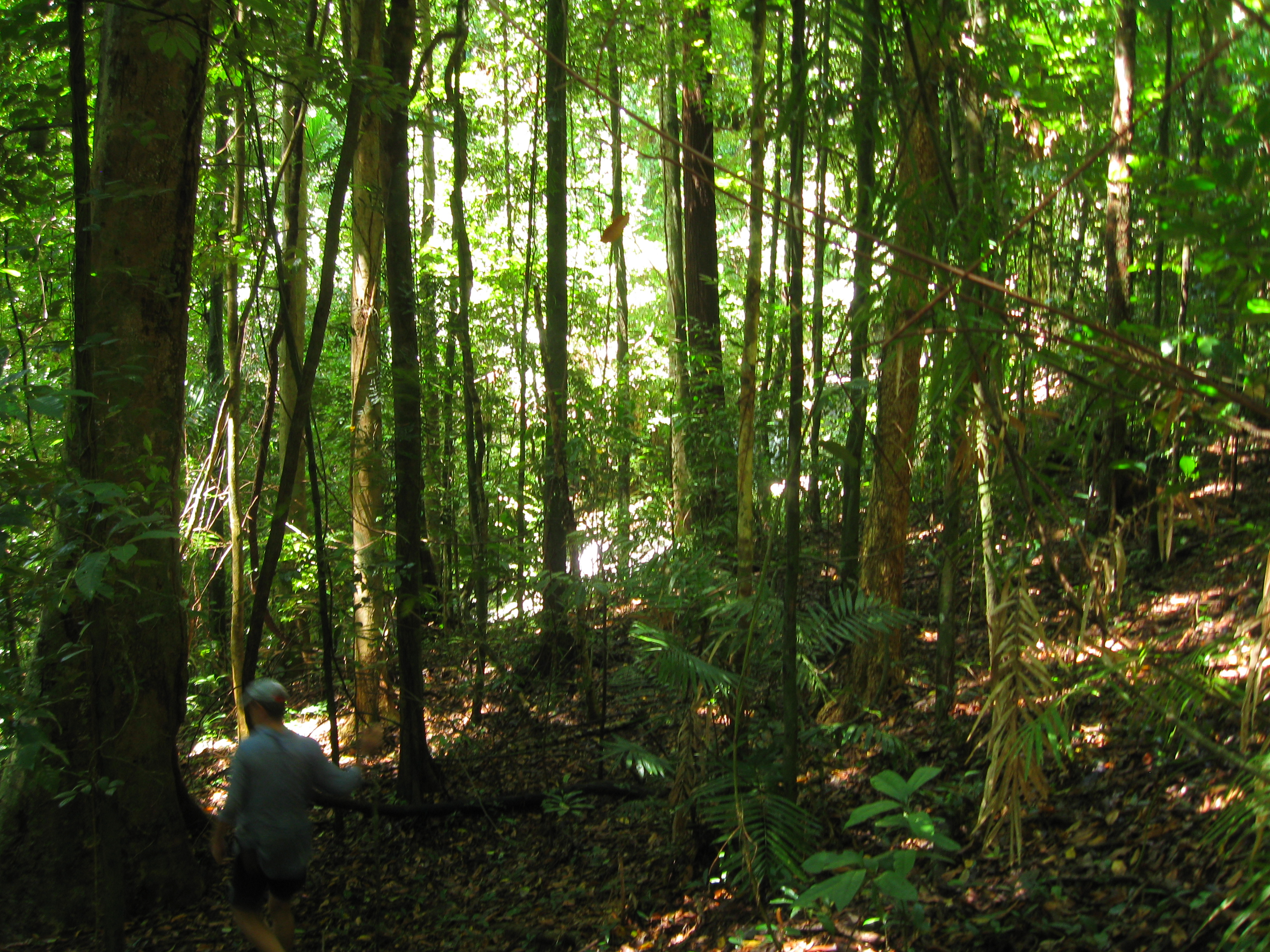
Daintree Rainforest

El Daintree Rainforest és una regió de selva tropical plujosa situada a la costa nord-est de Queensland, Austràlia. Ocupa una superfície d'uns 12.000 km² el Daintree és la zona contínua de boscos tropicals més gran del continent australià. Al llarg del litoral al nord del Riu Daintree, els boscos tropicals creixen fins a la vora de la mar.

## Descripció
Aquest bosc tropical plujós rep el nom del geòleg australià Richard Daintree (1832-1878).
La zona inclou el Daintree National Park, algunes parts del State Forest, i algunes de propietat privada, incloent-hi una petita comunitat de 5 persones.
El Daintree Rainforest conté un 3% de les espècies de granotes, rèptils i marsupials d'Austràlia, i un 90% de les espècies de quiròpters i lepidòpters d'Austràlia. A més hi ha el 7% de les espècies d'ocells d'Austràlia i unes 12.000 espècies d'insectes. Tota aquesta biodiversitat es troba en només el 0,1 % del territori d'Austràlia.
Aquest bosc tropical representa un refugi per les espècies, que anteriorment al progressiu dessecament d'Austràlia, ocupaven gran part del continent. D'un total de les 19 famílies d'angiospermes primitives de la Terra, 12 famílies estan representades a la regió Daintree fent que aquesta sigui la concentració més gran d'aquesta classe de plantes de tot el món.
A l'oest de Cape Tribulation es troba el Mont Pieter Botte que és de granit i en el seu cim hi ha vistes del bosc intacte i dels blocs gegants granítics de Thornton Peak – una de les muntanyes més altes de Queensland.
Gran part de Daintree Rainforest forma part del Wet Tropics of Queensland els quals són Patrimoni de la Humanitat des de 2015.
Conserven estadis de l'evolució de les plantes com són en els casos de: Psilotopsida, les falgueres de trets antics, Marattiaceae, Osmundaceae, Schizaeaceae i Gleicheniaceae, les d'origen a Gondwana incloent Polystichum, Leptopteris, Todea, Tmesipteris, Lycopodiella i Huperzia, les cicadàcie Bowenia spectabilis, Cycas i Lepidozamia hopei. Antigues coníferes com Podocarpus, Prumnopitys, Araucaria i Agathis. Angiospermes primitives incloent-hi Austrobaileyaceae, Idiospermaceae, Eupomatiaceae i Himantandraceae; Cunoniaceae, Proteaceae, Winteraceae, Myrtaceae, Monimiaceae, Rutaceae, Sapindaceae, Aquifoliaceae, Chloranthaceae, Trimeniaceae, Epacridaceae, Olacaceae i Loranthaceae.
153 gèneres dins 43 famílies d'angiospermes que provenen del continent Gondwana.
Austrobaileya scandens i Idiospermum australiense són endemismes de Daintree.
Entre les espècies animals amenaçades el Daintree compta amb Casuarius casuarius i Dendrolagus bennettianus.